# Seminarul Teologic Ortodox București
Seminarul Teologic Ortodox București este o instituție de învățământ de teologie creștină ortodoxă din București. Instituția a fost înființată în anul școlar 1948-1949, în locul a două seminarii desfințate în prezent, Seminarul Central și Seminarul Nifon, fiind structurată pe doi ani de studiu. În anul 1955, școala a fost reorganizată sub numele „Școala de cântăreți bisericești și Seminarul Teologic”, trecând de la doi ani de studiu la cinci și adăugându-se mai multe obiecte de învățământ (teologie, istorie bisericească, dogmatică, liturgică, istorie, geografie, limbile greacă și latină).
Din anul școlar 2004-2005 clădirea actuală a Seminarului Teologic se află în Strada Radu Vodă nr. 24 A, Sector 4 - București.